# بيل ماكنزي
بيل ماكنزي هو لاعب هوكي الجليد كندي، ولد في 12 مارس 1949 في سانت توماس في كندا.

## وصلات خارجية
- بيل ماكنزي على موقع دوري الهوكي الوطني (الإنجليزية)
- بيل ماكنزي على موقع قاعة مشاهير الهوكي (لاعب أن.إتش.أل) (الإنجليزية)
- بيل ماكنزي على موقع EliteProspects.com (الإنجليزية)
- بيل ماكنزي على موقع HockeyDB.com (الإنجليزية)
- بيل ماكنزي على موقع Hockey-Reference.com (الإنجليزية)